# Mustafa Ceceli
Mustafa Ceceli (Ankara, 2 novembre 1980) è un cantante turco.

## Biografia
Ceceli ha iniziato la propria attività musicale dopo essere stato notato dal produttore discografico Ozan Doğulu e aver realizzato arrangiamenti per Sezen Aksu, Il suo primo album in studio eponimo, uscito nel 2009, è stato venduto più di 37 991 volte arrivando ad essere il 20º di maggior successo dell'intero anno secondo la MÜ-YAP. Lo stesso, contenente la hit radiofonica Don, ha incrementato il proprio successo tre anni dopo, poiché, con 67 000 esemplari venduti, è stato il 10º LP più venduto nel 2012. Al disco hanno fatto seguito Es! (2012), Kalpten (2014), Aşk için gelmişiz (2015) e Zincirimi kırdı aşk (2017).
Nel 2019 ha avviato una tournée di concerti europea e qualche anno più tardi ha conseguito la numero uno nella Turkey Songs per mezzo di Salıncak, una collaborazione con Nigar Muharrem.

## Discografia

### Album in studio
- 2009 – Mustafa Ceceli
- 2012 – Es!
- 2014 – Kalpten
- 2015 – Aşk için gelmişiz
- 2017 – Zincirimi kırdı aşk
- 2023 – İyi ki sen varsın

### Album di remix
- 2010 – Mustafa Ceceli Remixes
- 2012 – Es+ Remixes

### EP
- 2017 – Simsiyah

### Raccolte
- 2013 – Mustafa Ceceli 5. yıl
- 2016 – Mustafa Ceceli koleksiyon

### Singoli
- 2009 – Limon çiçekleri
- 2010 – Hastalıkta sağlıkta
- 2012 – Sevgilim (Es!)
- 2013 – Söyle canım
- 2016 – Emri olur...
- 2018 – Anlarsın (con Sinan Akçıl)
- 2019 – Yaz bunu bir kenara
- 2019 – Mühür (con Irmak Arıcı)
- 2019 – Bedel
- 2020 – Saçma sapan
- 2020 – Ki sen
- 2020 – Gün ağarmadan (con Irmak Arıcı)
- 2020 – Rüyalara sor
- 2020 – Öptüm nefesinden (con Ekin Uzunlar)
- 2021 – Ölümlüyüm
- 2021 – Başaramadım
- 2021 – Rüzgar (con Bilal Hancı)
- 2021 – Leyla Mecnun (con Burak Bulut e Kurtuluş Kuş)
- 2021 – Imtiyaz (con Jine)
- 2021 – Tut elimden
- 2021 – Canım (con Yaşar İpek)
- 2022 – Salıncak (con Nigar Muharrem)
- 2022 – Durum çok acil (con Sinan Akçıl e Merve Özbey)
- 2022 – Varsa eşq (con Şöhret Memmedov)
- 2022 – Gerçekten zor
- 2022 – Beni unut
- 2022 – Rastgele (con Burak Bulut, Kurtuluş Kuş e İrem Derici)
- 2022 – Dayan (con Semicenk)
- 2022 – İlla (con Indira Elemes)
- 2022 – Gelme üstüme
- 2022 – Zaman (con Bengü)
- 2022 – Efkâr gecesi (con Sinan Akçıl e İrem Derici)
- 2023 – Yolları aşamadım (con Ekin Uzunlar)
- 2023 – Sana yandım (con Didar Nurberdiyew)
- 2023 – Şeref (con Serdem Coskun)
- 2024 – İstanbul Ankara (con Azat Taş)
- 2024 – Bozuyorum yeminimi
- 2024 – Unutamıyorum
- 2024 – Yaka yaka (con Rabia Tunçbilek)
- 2024 – Ömrüm
- 2024 – Yüreğim (con Vüsal Əliyev)
- 2025 – Kervan (con Bengü)
- 2025 – Tutuşmuş karadeniz